# Semène
Semène – rzeka we Francji, przepływająca przez tereny departamentów Loara oraz Górna Loara, o długości 45,8 km. Stanowi prawy dopływ rzeki Loary.